# Волостниковка (Старомайнский район)
Волостниковка — село в Старомайнском районе Ульяновской области России. Входит в состав Жедяевского сельского поселения.

## География
Село находится в северо-западной части Левобережья, в лесостепной зоне, в пределах Низкого Заволжья, на восточном берегу Куйбышевского водохранилища, на расстоянии примерно 13 километров (по прямой) к северо-востоку от посёлка городского типа Старая Майна, административного центра района. Абсолютная высота — 60 метров над уровнем моря.
Климат
Климат характеризуется как умеренно континентальный, с тёплым летом и умеренно холодной снежной зимой. Средняя температура воздуха самого тёплого месяца (июля) — 20 °C (абсолютный максимум — 39 °C); самого холодного (января) — −13,8 °C (абсолютный минимум — −47 °C). Продолжительность безморозного периода составляет в среднем 131 день. Среднегодовое количество атмосферных осадков составляет 406 мм. Снежный покров образуется в конце ноября и держится в течение 145 дней.
Часовой пояс
Село Волостниковка, как и вся Ульяновская область, находится в часовой зоне МСК+1. Смещение применяемого времени относительно UTC составляет +4:00.

## История
Основано во второй половине XVII века стольником Андрем Фёдоровичем Нарышкиным.
Население Волостниковки было русское, переселённое из других вотчин владельца. Переселенцы обустроились на новом месте, но закрепиться им здесь не удалось, при Петре I, в 1698 году, здешние крестьяне — 70 дворов и 108 человек «взяты были за государя» и были переселены на свободные земли, в вершину реки Кандалки, в селение Малая Кандала. А на освободившиеся земли Волостниковки были водворены Казанские иноземцы — польская шляхта и казаки в количестве 22 человек.
С постройкой в селе церкви оно получило и другое название — Знаменское.
В 1707 году по распоряжению городничего Симбирска Федора Михайловича Есипова село Волостниковка было переименовано в Первоградское. Этот акт был совершен по случаю роста численности населения. Тогда это было самое большое село на ближайшие 20 километров. 
Это описано в письме Городничего к Иосифу Турбойскому, приходившемуся ему далекким родственником. Письмо: 
« Высоко почтѣнный братъ мой, Иосифъ П-вич, пишу тѣбѣ съ благими намерѣнiями! Слышалъ я, что вы и ваша супруга собираетѣсь отправиться къ Самарской губѣрнiи, путь который лѣжитъ черѣзъ Синбирскъ. Я бы хотѣлъ познакомиться съ вашей сѣмьей. Не видались мы съ младѣнчества, а потому съ большим  вѣликодушием и небезынтерѣсностью хочу я съ вами повидаться! Въ Синбирскѣ устроимъ вамъ тѣплый прiямъ. Слыхалъ я нѣдавно от нашей общей тѣтки Авдотьи, что пѣрѣбрался ты въ Москву. Быть можѣтъ и обсудимъ всѣ. Вѣря картамъ моей необъятной губѣрнiи дальше дорога ваша должна лѣжать черѣзъ дѣрѣвню Волостнiковку, ныне называемую Первоградскимъ. Тамъ живѣтъ мой хорошiй другъ и помещикъ Асановъ, который сможѣтъ прiнять васъ на ночь и отдать вамъ въ сопровождѣнiя своего кучера. Он то и сможѣтъ васъ сопроводить до Самарi. Кучеръ его человѣкъ опытный, знающiй мнаго о зѣмляхъ Поволжья. Однаждъ ездилъ съ нiмъ до Казанi. Нѣвѣроятно опытенъ, да еще и смогли избѣжать разбойнiковъ и хлiновъ. Жду васъ въ Синбирскѣ! 
Вашъ братъ Есипов» 
Обратно деревня была переименовано в 1710 году, когда численность населения  упала.
Деревянная Знаменская церковь в селе была построена в 1769 или 1779 г.
К 1771 году в Волостниковке имели земли и крестьян Аристовы, Алябьевы, Бекетовы, Палицыны и другие, а из знатных родов здесь имели владения князь Владимир Асанов и его жена княгиня Авдотья.
По пятой ревизии (в 1795 году) в селе Волостниковка насчитывалось 25 помещиков, имеющих, как правило, небольшие общины крестьян. Например, у Толстого в 13 дворах было 78 душ, у Голчина в 19 дворах 160 душ, у сержанта Бориса Михайловича Палицына в 19 дворах 78 душ, и т. д. Всего в селе, с учётом казённых крестьян, было в то время 169 дворов и 1112 жителей, к селу относилось 6303 десятины земли, из них 2320 десятин пашни.
В то время Волостниковка разделялась на два селения: деревню Волостниковку, где жили казённые крестьяне (позже — Городок), и село Волостниковка, где жили помещичьи крестьяне, где была церковь, потому село называлось еще по престолу — Знаменское.
По данным 1859 года в деревне Волостниковка (Городок) 57 дворов и 418 жителей, а в селе Волостниковка (Знаменское) 132 двора и 1189 жителей.
В 1861 году крестьяне села активно участвовали в Бездненском восстании.
В 1862 году, на средства помещицы Анны Ивановны Апреловой, была построена новая деревянная двухпрестольная церковь, с главным престолом в честь иконы Знамения Пресвятой Богородицы, в приделе — во имя святых Петра и Павла.
В 1869 году в селе Волостниковка была создана женская школа.
В 1885 году в Волостниковке открылась церковно-приходская школа.
На 1908 году в Волостниковке 360 дворов и 2075 жителей, в селе 2 церковно-приходской школы, 4 мелочные лавки, 10 ветряных мельниц, 2 крупорушки, 3 барские усадьбы, квартира полицейского стражника.
В 1911 году в селе была построена новая деревянная, на каменном фундаменте, земская школа.
В начале 1918 года в селе был образован сельский Совет, вся земля была национализирована и перераспределена.
В 1924 году в 5 верстах к западу от Волостниковки был отведён участок для 19 хозяйств из числа крестьян из села Волостниковка, а посёлок назвали Валдай.
В 1930 году в Волостниковке в 526 дворах 2715 жителей. В этом же году были образованы колхозы: колхоз "Волгарь", колхоз имени Некрасова, колхоз  "Центр", колхоз имени Карла Маркса, колхоз имени Красина, колхоз "Красное Утро", колхоз имени Первого Мая.
1 января 1932 года все семь колхозов села Волостниковка, а также колхозы деревень Березовка, Никольские Выселки и Зеленовка объединились в одно хозяйство — колхоз назвали «Объединение».
В войне волостниковцы потеряли 171 селянина.
В 1950 году колхозы села, а также Парашино и Валдай объединились в одно многоотраслевое хозяйство под названием колхоз имени Карла Маркса.
В 1953 годы село переносится на новое место, сюда же переселяются жители Парашино и Валдая.
В 1958 году в хозяйство колхоза влился Аристовский колхоз «Красное Знамя».
В 1959 году в Волостниковке 1132 жителя.
В 1982 году колхоз в селе ликвидирован, на его землях было организовано подсобное хозяйство Ульяновского машиностроительного завода им. Володарского. На первых порах это хозяйство называли ПСХ им. Карла Маркса, затем — ПСХ имени Володарского, ещё позже это хозяйство стали называть агропроизводство «Рассвет».
В 1988 году в селе в 148 хозяйствах 380 жителей.
В 1999 году в селе 214 хозяйств и 617 жителей.

## Население
| 2010 |
| ---- |
| 474  |

Национальный состав
Согласно результатам переписи 2002 года, в национальной структуре населения русские составляли 80 % из 570 чел.

## Инфраструктура
В селе есть: школа с интернатом, маслозавод, магазин, пилорама, детский сад, контора агропроизводства «Рассвет».